# Momo Sampler
Momo Sampler es el décimo y último álbum de estudio del grupo musical Patricio Rey y sus Redonditos de Ricota, lanzado en el año 2000. Sigue la línea de su antecesor, en el que el grupo busca nuevos sonidos y formas para sus canciones. Aparte de la influencia electrónica, también se reconocen vestigios de música celta, cuerdas y ritmos que recuerdan a las murgas. Fueron lanzados tres sencillos para promocionar el álbum, entre los cuales se destaca «Una piba con la remera de Greenpeace...».

## Historia
El álbum fue grabado en el estudio Luzbola, propiedad del Indio Solari, por Eduardo Herrera como ingeniero y Hernán Aramberri en programación MIDI. La mezcla estuvo a cargo de Mario Breuer y Eduardo Herrera en el estudio RPM de Nueva York y el Mastering lo hizo Greg Calbi en Sterling Sound NY. Interpretado mayormente por el Indio Solari y Skay Beilinson, el resto de la banda participó mínimamente de las grabaciones en el estudio. El álbum fue presentado en el estadio Centenario de Montevideo, Uruguay los días 22 y 23 de abril de 2001, En el mes de agosto siguiente, Los Redondos darían su última aparición en vivo en el estadio Chateau Carreras de Córdoba, Argentina.

## Contenido del disco
En la primera edición, la caja del disco estaba hecha con goma EVA y cartón.
En la carátula frontal había un medallón hecho a mano. Se podía sacar y usarlo colgado del cuello como un escapulario, cerca del corazón.
También tenía tarjetas con las letras y dibujos hechos por Rocambole e imanes que cerraban la caja.
Después salió a la venta la segunda edición (que viene en una caja digipack). Contiene un libro adherido a la caja donde están todas las mismas ilustraciones y letras, excepto la ilustración de la canción "Rato molhado".
En las dos ediciones, no se encuentra la ficha técnica o créditos.

## Prólogos
Momo Sampler (Una orgía baja fidelidad)

Te prometemos que en la alegría y la risa del festival nadie osará dar una interpretación siniestra a tu repentina vuelta a la forma humana.
Apuleyo.

Los parodistas LUBOLO y SE-SI-BON son los autores de los saludos, de las despedidas y retiradas de contenidas en este álbum.

Momo-Sampler: Un carnaval de la emulación...

Dedicado a Fernando Basabru que desfilo en el alegre séquito de Momo cuando era un ejército imparable.
Momo Sampler (Impostura de la impostura).

## Lista de canciones
Todos las canciones fueron compuestas por Skay Beilinson e Indio Solari.
1. «Templo de Momo» (3:22)
2. «Morta punto com» (3:15)
3. «La murga de los renegados» (4:47)
4. «Dr. Saturno» (5:28)
5. «Murga de la virgencita» (4:55)
6. «Pool, averna y papusa» (4:55)
7. «Murga purga» (3:24)
8. «Sheriff» (6:00)
9. «Pensando como una acelga» (4:40)
10. «Una piba con la remera de Greenpeace...» (3:39)
11. «Rato molhado» (4:12)

## Créditos
- Indio Solari - Voz
- Skay Beilinson - Guitarras
- Semilla Bucciarelli - Bajo
- Walter Sidotti - Batería
- Sergio Dawi - Saxofón y teclados
- Hernán Aramberri - Sampler y teclados
- Envase, escapulario y estampas saturnales: Rock&Ball / Silvio Reyes / Juan Manuel Moreno / Cybergraph / Grafikar

## Presentación del álbum
| Lugar              | Ciudad     | Fecha                     |
| ------------------ | ---------- | ------------------------- |
| Estadio Centenario | Montevideo | 22 y 23 de abril del 2001 |
| Chateau Carreras   | Córdoba    | 4 de agosto del 2001      |